# Săliștea de Sus
Săliștea de Sus (în maghiară Felsőszelistye, în germană Oberselischte) este un oraș în județul Maramureș, Transilvania, România. Localitatea are o populație de 4.893 locuitori (2011) și a fost declarată oraș prin Legea nr. 83/2004, împreună cu alte trei localități din județul Maramureș: Tăuții-Măgherăuș, Șomcuta Mare și Ulmeni.

## Istoric
Prima atestare documentară: 1365 (Keethzeleste).

## Etimologie
Etimologia numelui localității: dintr-un nume topic Săliște (< subst. regional săliște „sat pustiit; locul pe care a fost așezat un sat; vatra satului" < sl. selište „cort, locuință, curte" < selo „moșie, ogor"; cf. bg. selište) + de + Sus.

## Geografie
Orașul Săliștea de Sus este situat în nordul României, în partea de sud-est a Depresiunii Maramureș, la poalele de nord-est ale Munților Țibleș, pe cursul superior al râului Iza.

## Demografie
Componența etnică a orașului Săliștea de Sus
     Români (97,01%)
     Alte etnii (2,99%)
Componența confesională a orașului Săliștea de Sus
     Ortodocși (94,75%)
     Alte religii (2,22%)
     Necunoscută (3,03%)
Conform recensământului efectuat în 2021, populația orașului Săliștea de Sus se ridică la 4.856 de locuitori, în scădere față de recensământul anterior din 2011, când fuseseră înregistrați 4.893 de locuitori. Majoritatea locuitorilor sunt români (97,01%). Din punct de vedere confesional, majoritatea locuitorilor sunt ortodocși (94,75%), iar pentru 3,03% nu se cunoaște apartenența confesională.

## Politică și administrație
Orașul Săliștea de Sus este administrat de un primar și un consiliu local compus din 13 consilieri. Primarul, Ștefan Iuga[*], de la Partidul Social Democrat, este în funcție din 2004. Începând cu alegerile locale din 2024, consiliul local are următoarea componență pe partide politice:
|  | Partid                              | Consilieri | Componența Consiliului | Componența Consiliului | Componența Consiliului | Componența Consiliului | Componența Consiliului | Componența Consiliului |
|  | ----------------------------------- | ---------- | ---------------------- | ---------------------- | ---------------------- | ---------------------- | ---------------------- | ---------------------- |
|  | Partidul Social Democrat            | 6          |                        |                        |                        |                        |                        |                        |
|  | Uniunea Salvați România             | 2          |                        |                        |                        |                        |                        |                        |
|  | Partidul Național Conservator Român | 1          |                        |                        |                        |                        |                        |                        |
|  | Partidul Ecologist Român            | 1          |                        |                        |                        |                        |                        |                        |
|  | Alianța pentru Unirea Românilor     | 1          |                        |                        |                        |                        |                        |                        |
|  | Partidul Național Liberal           | 1          |                        |                        |                        |                        |                        |                        |
|  | Partidul Mișcarea Populară          | 1          |                        |                        |                        |                        |                        |                        |

## Obiective turistice
- Biserica din lemn „Sfântul Nicolae” (denumită și „Biserica Nistoreștilor” sau „Biserica din Deal”), construită în anul 1650. A fost incendiată de tătari în 1717, fiind refăcută ulterior.
- Biserica din lemn „Sfântul Nicolae” (denumită și „Biserica Bulenilor” sau „Biserica din Vale”), construită în anul 1722. Are picturi originale pe pereții interiori și icoane datând din secolul al XVIII-lea.

## Personalități locale
- Gavrilă Iuga (1880 - 1940), doctor în drept, avocat, deputat în Parlamentul României Mari; prefect al jud. Maramureș (noiembrie 1928 - aprilie 1931).
- Ion Iuga (1940-1993), poet, traducător. Vol. Tăceri neprimite (1969), Țara fântânilor (1971), Din Marmația (1977), Ieșirea din vis (1982) etc.
- Dumitru Iuga (n. 1942), poet, etnolog. Vol. Cerb alb (1976), Mileniul provizoriu (1996).
- Nicolae Iuga (n. 1953), profesor universitar, jurnalist;
- Viorel Iuga (n.1962), pastor, președintele Uniunii bisericilor creștine baptiste din România.

## Note

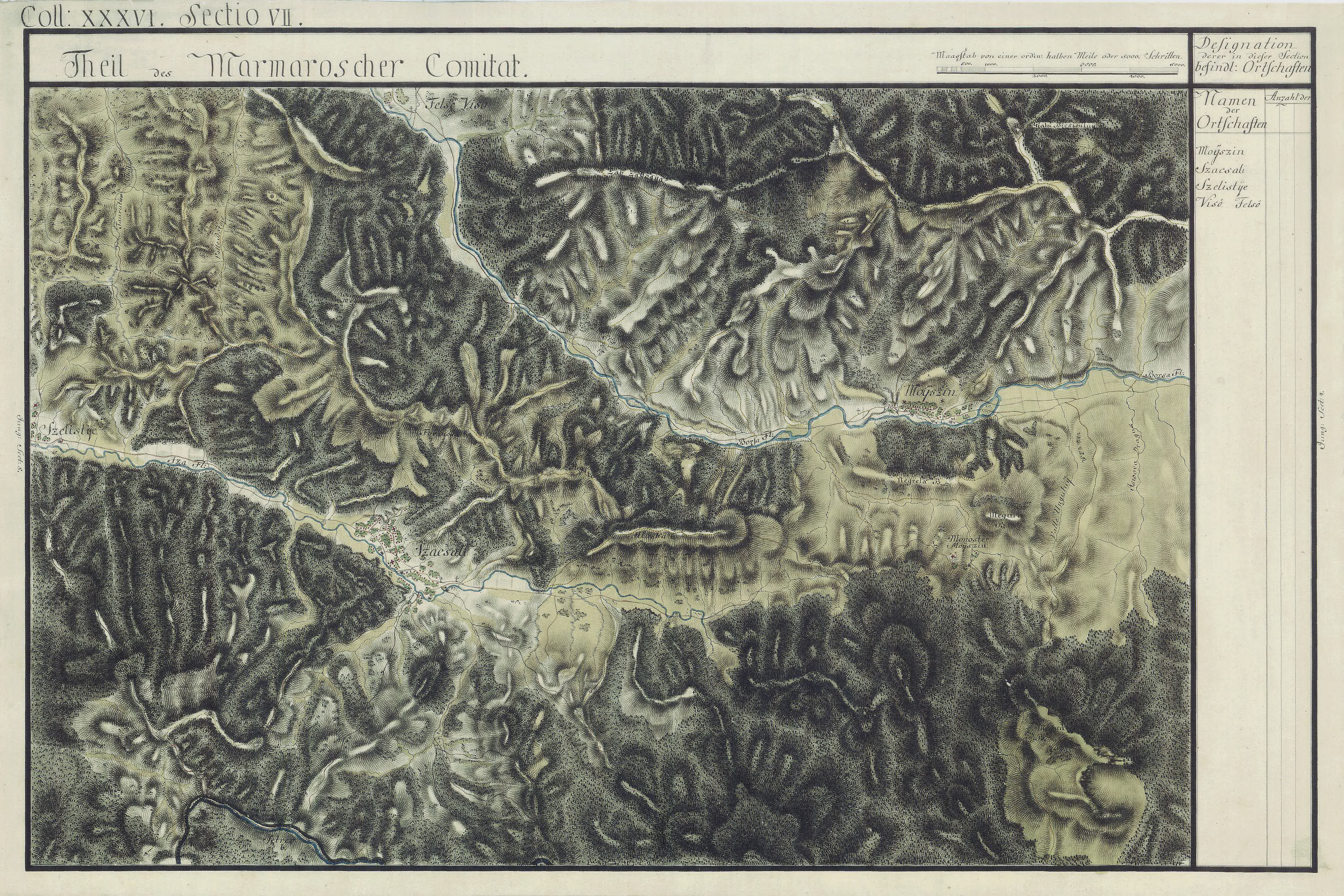
Săliștea de Sus pe Harta Iosefină a Maramureșului, 1782-1785